# الحنكة (الضالع)
الحنكة هي إحدى قرى الجمهورية اليمنية. وهي تتبع جغرافيًا لمحافظة الضالع. وإداريًا لمديرية جبن. يبلغ تعداد سكانها 1355 نسمة حسب الإحصاء الذي جرى عام 2004.